# Carl Caspar von Siebold
Carl Caspar von Siebold, o Karl Kaspar von Siebold (Nideggen, 4 novembre 1736 – Würzburg, 3 aprile 1807), è stato un medico tedesco, professore e poi rettore dell'università di Würzburg.

## Biografia
Carl Caspar Siebold era l'unico figlio di Johann Christoph Siebold e sua moglie Esther Brünninghausen. Suo padre era un chirurgo, una professione che ancora nel XVIII secolo non richiedeva una laurea in medicina per poter essere svolta; lo stesso Carl Caspar ebbe qualche esperienza come chirurgo nel 1757 in un ospedale militare francese. Dal 1760 studiò medicina all'università di Würzburg, laureandosi nel 1763; e successivamente perfezionò la sua formazione nelle università di Parigi, Londra e Leida. Nel 1769 divenne professore di anatomia, chirurgia e ostetricia all'Università di Würzburg, sede nella quale rimase per il resto della sua vita.
Siebold possedeva grandi qualità professionali e organizzative. Ottimo insegnante e chirurgo, attirò molti studenti a Würzburg. Divenuto direttore della facoltà medica, fece togliere il divieto di iscrizione a Würzburg degli studenti non cattolici, istituì scuole per la preparazione delle levatrici, ingrandì il teatro anatomico, costituì una collezione di reperti anatomo-patologici. Nel 1776 Siebold fu nominato anche Oberwundarzt (primario) dello Juliusspital di Würzburg, un ospedale fondato nel 1582 dal vescovo Julius Echter von Mespelbrunn per compiti di assistenza sociale più che sanitaria. Siebold sviluppò delle efficaci procedure igieniche, furono introdotte nuove tecniche chirurgiche e nel 1805 vi fu istituita la prima al mondo moderna sala operatoria. Fra gli allievi di Siebold:
- Franz Caspar Hesselbach (1759-1816)
- Johann Friedrich Meckel (1781-1833)
- Anton Nicolaus Friedreich (1761-1836)

Nel 1777 Siebold divenne il medico personale del principe vescovo Georg Karl von Fechenbach e infine, nel 1801 ottenne un titolo nobiliare dall'imperatore Francesco II.
Alcuni discendenti di Carl Caspar von Siebold si fecero onore in campo scientifico, a partire dai suoi figli:
- Adam Elias von Siebold (1775-1828), ginecologo e professore universitario tedesco, figlio di Carl Caspar von Siebold e padre del medico e zoologo Karl Theodor Ernst von Siebold
- Georg Christoph von Siebold (1796-?), fisiologo, padre del naturalista Philipp Franz von Siebold
- Theodor Damian von Siebold (?), medico
- Johann Bartel von Siebold (1774–1814), chirurgo e anatomista
- Heinrich Jonkheer von Siebold (1852 – 1908), antropologo, figlio di Philipp Franz von Siebold

## Scritti (selezione)
- Collectio observationum medico-chirurgicarum, Bamberg 1769
- Chirurgisches Tagebuch, Würzburg, 1792
- Praktische Bemerkungen über die Castration, Frankfurt am Main, 1802